# Дричин (зупинний пункт)
Дричин (біл. Дрычын) — зупинний пункт Мінського відділення Білоруської залізниці в Пуховицькому районі Мінської області. 
Розташований на лінії Осиповичі I — Мінськ-Пасажирський між зупинним пунктом Вендеж та  Нове Село, за 0,7 км на південний схід від села Веселе 2 та за 2,5 км на південний схід від села Дричин.